# Allotrichoma pseudolaterale
Allotrichoma pseudolaterale är en tvåvingeart som beskrevs av Raffone 2001. Allotrichoma pseudolaterale ingår i släktet Allotrichoma och familjen vattenflugor.
Artens utbredningsområde är Italien. Inga underarter finns listade i Catalogue of Life.